# Romeyer
Romeyer é uma comuna francesa na região administrativa de Auvérnia-Ródano-Alpes, no departamento de Drôme. Estende-se por uma área de 41,46 km². Em 2010 a comuna tinha 199 habitantes (densidade: 4,8 hab./km²).